# Acrocercops apicepunctella
Acrocercops apicepunctella là một loài bướm đêm thuộc họ Gracillariidae. Loài này có ở Saint Vincent và the Grenadines. Nó được đặt tên bởi Thomas de Grey, 6th Baron Walsingham năm 1891.